# Euxoa collocata
Euxoa collocata là một loài bướm đêm trong họ Noctuidae.